# Órgano de Jacobson

Esquema del órgano de Jacobson: lengua, órgano de Jacobson, nervio, cerebro.

El órgano de Jacobson, conocido también como órgano vomeronasal, es un órgano auxiliar del sentido del olfato en algunos vertebrados. Se localiza en el hueso vómer, entre la nariz y la boca. Las neuronas sensoras dentro del órgano detectan distintos compuestos químicos, habitualmente grandes moléculas.
Las serpientes lo usan para oler presas, sacando la lengua y atrayendo partículas a la abertura del órgano en el paladar. Algunos mamíferos utilizan un movimiento facial característico llamado reflejo de Flehmen para enviar compuestos a este órgano, mientras que en otros mamíferos el mismo órgano se contrae y bombea para atraer los compuestos.
La mayoría de animales con un órgano vomeronasal lo utilizan para la detección de feromonas a pesar de que algunas feromonas son detectadas por el órgano del olfato. El órgano vomeronasal parece detectar otros compuestos además de feromonas.
Algunos científicos creen que en los humanos el órgano vomeronasal no es funcional como en el caso de otros animales, incluyendo cetáceos, algunos murciélagos y simios. Estos científicos creen también que en humanos adultos no existe conexión entre el órgano y el cerebro. Sin embargo, existen evidencias en las que se sugiere que el órgano vomeronasal no se atrofia y permanece funcional durante toda la vida de una persona.